# Golfo de Morbihan
El golfo de Morbihan (en francés: golfe du Morbihan; en bretón: Mor Bihan, que significa «pequeño mar») es un golfo o mar interior localizado en la costa atlántica de Francia, un recogido entrante al fondo de la bahía de Quiberon, que con una anchura de 20 km está salpicado de numerosas islas e islotes. Es un destino popular por sus hermosos paisajes que cubren un centenar de kilómetros cuadrados, situado en la región de Bretaña, en el departamento de Morbihan.
Administrativamente, el golfo pertenece al departamento al que da nombre, Morbihan, parte de la región de Bretaña.
Debido a la presencia de numerosas especies de aves migratorias en el golfo, las antiguas marismas de Séné y de Pen An Toul han sido clasificadas como reserva natural. Un parque natural regional fue creado oficialmente por un decreto del 4 de octubre de 2014, que protege 641 km² (y 1700 km² de espacios marítimos).

## Historia
El golfo es un área apasionante para el estudio de la prehistoria y sobre todo de la época del Neolítico, a partir de 7500 años antes de nuestra era. Se encuentran numerosos monumentos megalíticos:
- menhires
- dólmenes
- cairns o túmulos: construcciones en piedra en seco, que se utilizan para albergar cámaras funerarias. El más conocido es el cairn de Gavrinis, de 60 metros de ancho, en la isla de Gavrinis. En el momento de su construcción, el emplazamiento no estaba aislado, ya que se convirtió en una isla en un periodo relativamente reciente.
- un doble crómlech en herradura en el islote de Er Lannic. Es un doble anillo de megalitos levantados y parcialmente sumergidos. Durante la construcción del anillo sur, el islote estaba conectada a la orilla. Este sitio es un testimonio destacado de la crecida de las aguas.[2]

En el golfo tuvo lugar una importante batalla naval en el año del 56 a. C. como parte de la Guerra de las Galias, la conocida como batalla del Golfo de Morbihan, el encuentro más importante de la campaña de Cayo Julio César contra la tribu gala de los vénetos, que dirigían una coalición de tribus rebeldes de la región de Armórica y que se resolvió con una significativa victoria romana.

## Geografía

Vista panorámica del golfo de Morbihan en marea baja.

El golfo tiene una longitud de 20 km y una anchura máxima de 15 km. Se abre a la bahía de Quiberon por un estrecho pasaje localizado entre Locmariaquer y Port-Navalo y está constituido por numerosas criques (pequeñas bahías), puntas, roquedos, islas e islotes.

### Formación
El golfo recibe las aguas de cuatro ríos principales, las del Auray, el Vincin, el Vannes y el Noyalo. Un tercio de la superficie del golfo (unos 40 km²) está compuesto de llanuras de marea que quedan expuestas durante la marea baja. El origen geológico del golfo de Morbihan se remonta a la era cuaternaria, después de los ciclos de glaciación, cuando los ríos cavaron un estuario demasiado profundo como para llegar al mar que ya se había retirado más lejos. Cuando se descongeló, el golfo estaba integrado por pantanos, cuya fondo se hundió y el océano acabó por invadir la cuenca. Este fenómeno no es único del golfo de Morbihan, aunque su forma particular es debida a la presencia de un cordón litoral compuesto por rocas más resistentes. Durante la última fase del deshielo, el golfo no tenía la extensión de hoy en día ya que se considera que el nivel del mar ha aumentado de 4 a 5 metros en relación con el período de los primeros asentamientos prehistóricos.

### Corrientes y mareas
El golfo está separado de la bahía de Quiberon —la parte occidental de Mor braz, en el océano Atlántico— por la península de Rhuys y no se comunica con el océano más que por un estrecho canal de un kilómetro de ancho entre las puntas de Port-Navalo (comuna de Arzon) y Kerpenhir (comuna de Locmariaquer). Por ello se dan en el golfo corrientes de marea muy fuertes, provocando a veces en ciertos pasajes la apariencia de torrentes. El mar entra y sale de la quebrada de Port-Navalo a velocidades de hasta casi 9 nudos (4 m/s), siendo la segunda corriente más fuerte en Europa. La «corriente de la Jument», entre la isla Berder y la isla de la Jument, puede llegar incluso a los 9,1 nudos. En el río Auray, entre la punta del Blair y el Gran Huernic, las corrientes llegan a los 4 nudos.
El ciclo de mareas está decalado con respecto a las del océano y tiene una gran inercia: así, cuando la marea es alta en la bahía de Quiberon y en la entrada del golfo, el fondo continúa "llenándose" y el nivel subiendo. También hay un desfase entre el momento de pleamar en la entrada del golfo y esa misma pleamar en el golfo. La marea es alta en Vannes alrededor de una hora cuarenta y cinco después de que suceda la pleamar en Port-Navalo. Además, también hay un desfase entre las horas de las mareas en la entrada del golfo y en la bahía de Quiberon: la pleamar en Port-Navalo es media hora después de la pleamar en la bahía de Quiberon.
El fenómeno inverso se observa naturalmente en marea baja. Por otra parte, la corriente deja de ser "ascendente" cuando el nivel del agua en el fondo del golfo llega a su máximo, a determinadas horas, se puede observar un nivel de agua disminuyendo en Port-Navalo mientras que el golfo continúa llenándose y por lo tanto la corriente sigue en sentido "ascendente". Además, las corrientes de flujo y reflujo no son regulares sino que interactúan en el golfo, creando muchas contracorrientes.

### Islas del golfo
El golfo está salpicado de numerosas islas (entre 30 y 40 según la forma de considerarlas) e islotes.

Un dicho de Bretaña sostiene que el golfo tiene tantas islas como días tiene el año
Un dicton de Bretagne avance que le golfe renferme autant d'îles que l'année contient de jours
(Larcin a rer, é héss quemend a inizi ir Morbihan, ell a zë a zou er blaï)
Ch.-F. Aubert

El golfo habría sido creado por las lágrimas de las hadas desalojadas del bosque de Brocéliande. Las hadas habrían echado aquí entonces sus coronas, que se habrían convertido en las islas.
Sólo dos islas tienen un tamaño considerable y población: la Île aux Moines y la île d'Arz, que constituyen dos comunas. Muchas otras islas son de propiedad privada.

## Navegación en el golfo

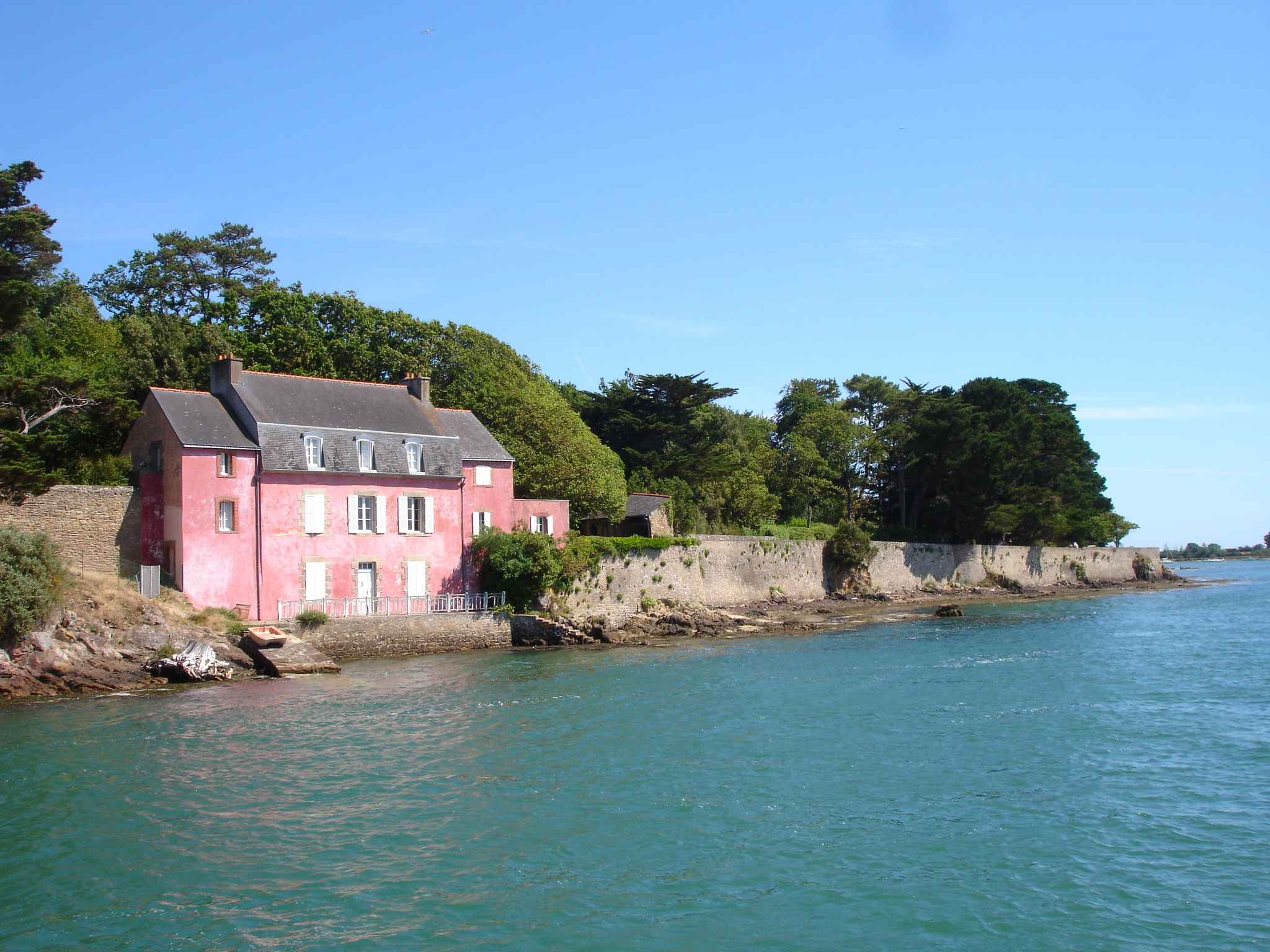
La Maison rose, señal marítima de la entrada de la ribera de Vannes.

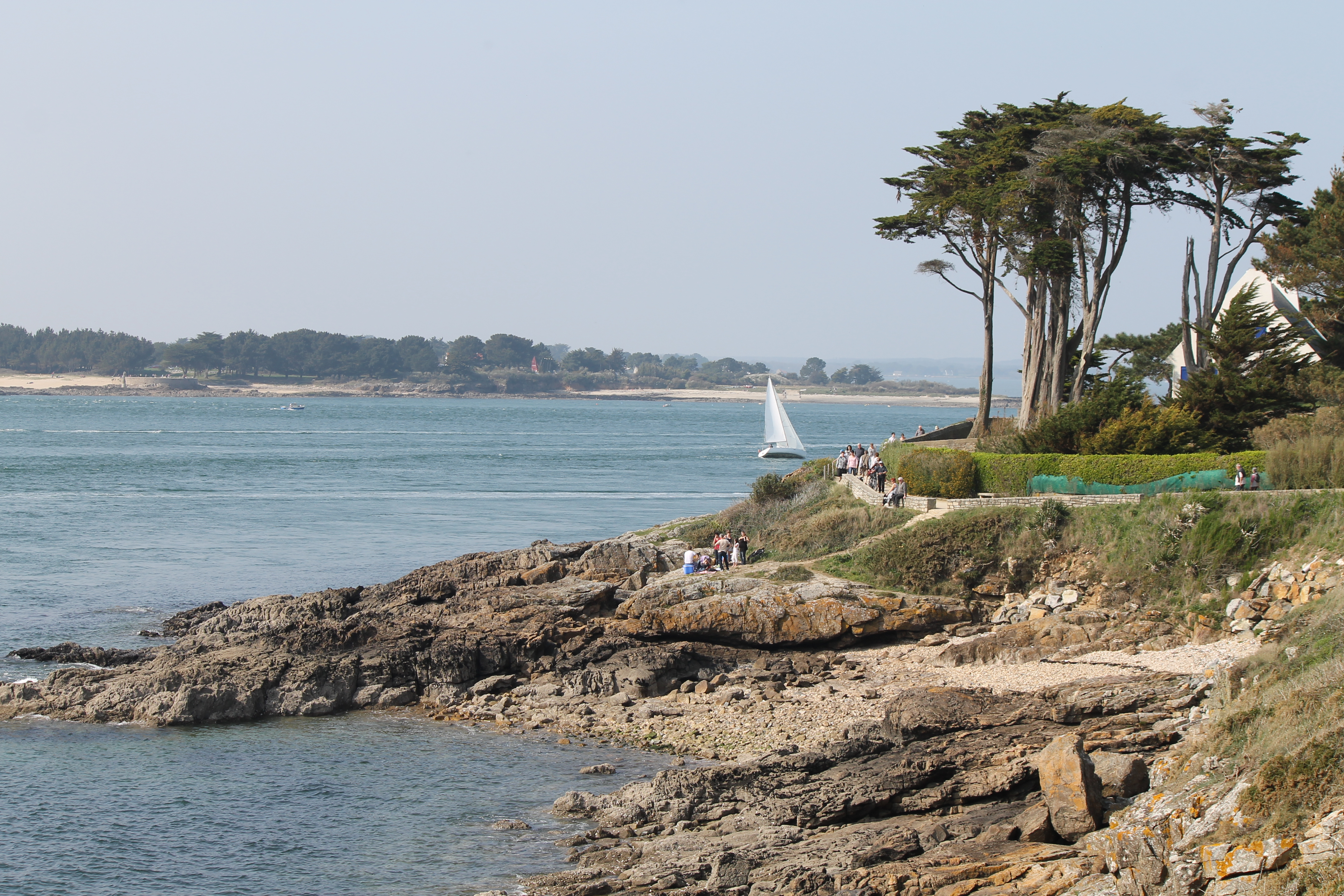
Entrada del golfo, entre Port-Navalo en primer término y la punta de Kerpenhir, al fondo.

Estas características, junto con la muy baja profundidad en algunas partes del golfo, requieren una navegación prudente, ya que el número de calas y recovecos la hacen particularmente difícil. Sin embargo, la navegación de recreo en la zona está muy desarrollada.
Varios puertos recreativos ofrecen servicios más o menos desarrollados para los navegantes: el puerto de Vannes, que ofrece toda la gama de servicios portuarios de atraque a los más modestos de Arradon, de la île aux Moines, de Port-Blanc, de la île d'Arz y de Port-Navalo, entre otros.
Las embarcaciones de vela ligera y las tablas de windsurf también están muy presentes en el golfo y hay muchas escuelas que ofrecen cursos de vela y alquiler de equipos.
En la última década, el golfo ha vivido la explosión de la navegación en embarcaciones a motor cada vez más potentes. Una asociación de usuarios del golfo (que consta de navegantes, kayakistas, paseantes, etc.) exige a las autoridades públicas hacer cumplir las reglas de navegación que son frecuentemente infringidas. De manera más general, un número creciente de entusiastas del golfo deplora las contaminaciones ambientales, sonoras, olfativas y visuales causadas por el creciente número de barcos a motor y motos acuáticas.

### Embarcaciones tradicionales

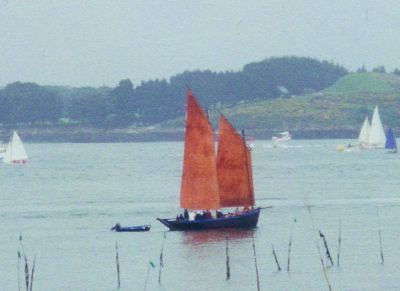
Un sinago en el golfo de Morbihan

Algunas villas de pescadores han desarrollado embarcaciones a vela con características propias:
- los sinagots, según el nombre del pueblo de Séné, barcos de pesca para faenar, por lo general, de dos velas al tercio;
- los forbans del Bono, chalupa no cubierta armada para la pesca de arrastre con perchas. La carena y el aparejo de los forbans se derivan de las chalupa sardineras de Concarneau y Douarnenez.

Además, a lo largo del golfo, son utilizadas embarcaciones de fondo plano, las «plates», para la pesca y la elevación del marisco y el transporte en algunas partes del golfo, donde hay poco fondo.
- los guepardo, plate en «V» del golfo de Morbihan de 5,50 m (construcción en madera clásica).

Les dériveurs et planches à voile sont très actifs eux aussi et de nombreuses écoles de voile proposent cours et locations.

## Fauna y flora
Las llanuras de marea y los pantanos del golfo han fomentado el desarrollo de un ecosistema variado, notablemente por la presencia de un herbario de zostera, el segundo más importante de Francia. Contribuye a estabilizar los terrenos, a reducir la turbidez del agua, a favorecer la oxigenación, la producción de fitoplancton y es un refugio natural para la reproducción.
El golfo es sobre todo conocido por su interés ornitológico. Además de las gaviotas y gaivotas, es uno de los entornos de Francia más ricos en especies migratorias, dado que acoge entre 60.000 y 130.000 individuos durante la temporada de invierno:
- gansos
- patos: silbón europeo, cerceta, ánade real, tarro blanco;
- pelecaniformes: limosa, correlimos, garza, espátula blanca, garceta común e ibis sagrado.

### Reserva natural
La Conservación del litoral (Conservatoire du littoral) ha adquirido una parte del pantano de Sene y del pantano de Pen an Toul, con el fin de protegerlos. Dada la presencia de muchas especies de aves migratorias que se refugian en el golfo, los antiguos pantanos salados de Senna y Pen An Toul hasn sido clasificados como reserva natural. Hay en estudio un proyecto de creación de un parque regional en los próximos años.

## Economía
La economía de la región del golfo se ha desarrollado en torno a la agricultura y la ostreicultura, además de un centro industrial alrededor de Vannes. Hoy en día cada vez se dirige más hacia el turismo, siendo el evento marítimo de la Semaine du Golfe, organizada cada dos años desde 2001, un buen ejemplo.

### Pesca y cría de ostras

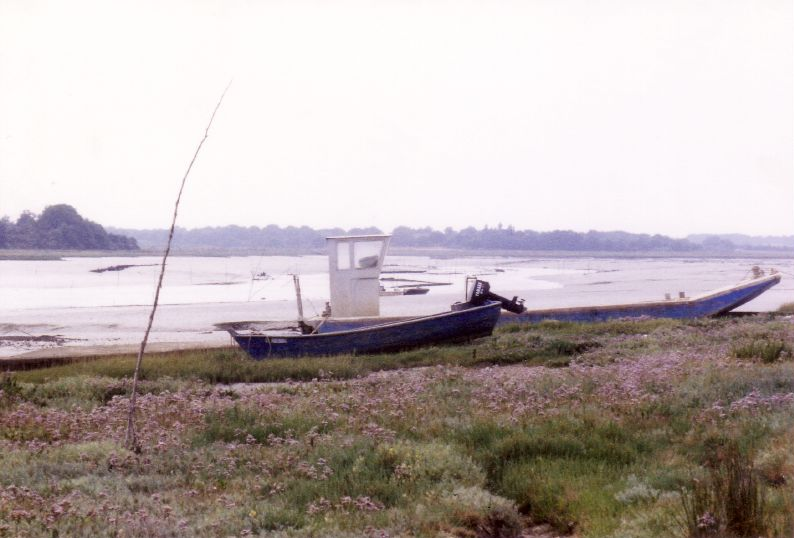
Las embarcaciones de pesca del golfo

Es lógico agrupar estas actividades en el golfo de Morbihan, ya que a menudo se realizan en forma conjunta por los mismos operadores. Desde que los marineros han abandonado los viejos sinagots a los navegantes, la pesca se lleva a cabo tanto en pequeños arrastreros como en embarcaciones de fondo plano, las «plates», adaptadadas para colocar y sustituir las cajas y visitar los criaderos de ostras. Se pesca especialmente lubina, salmonete y crustáceos. La pesca a pie también se practica por aficionados, habiendo sido una vez una importante fuente de ingresos adicionales para los agricultores ubicados cerca de la costa.
La actividad más desarrollada y adaptada al golfo es la ostreicultura, con una producción anual de 450 toneladas, principalmente orientadas a la producción de nacientes (ostras jóvenes).

### Turismo

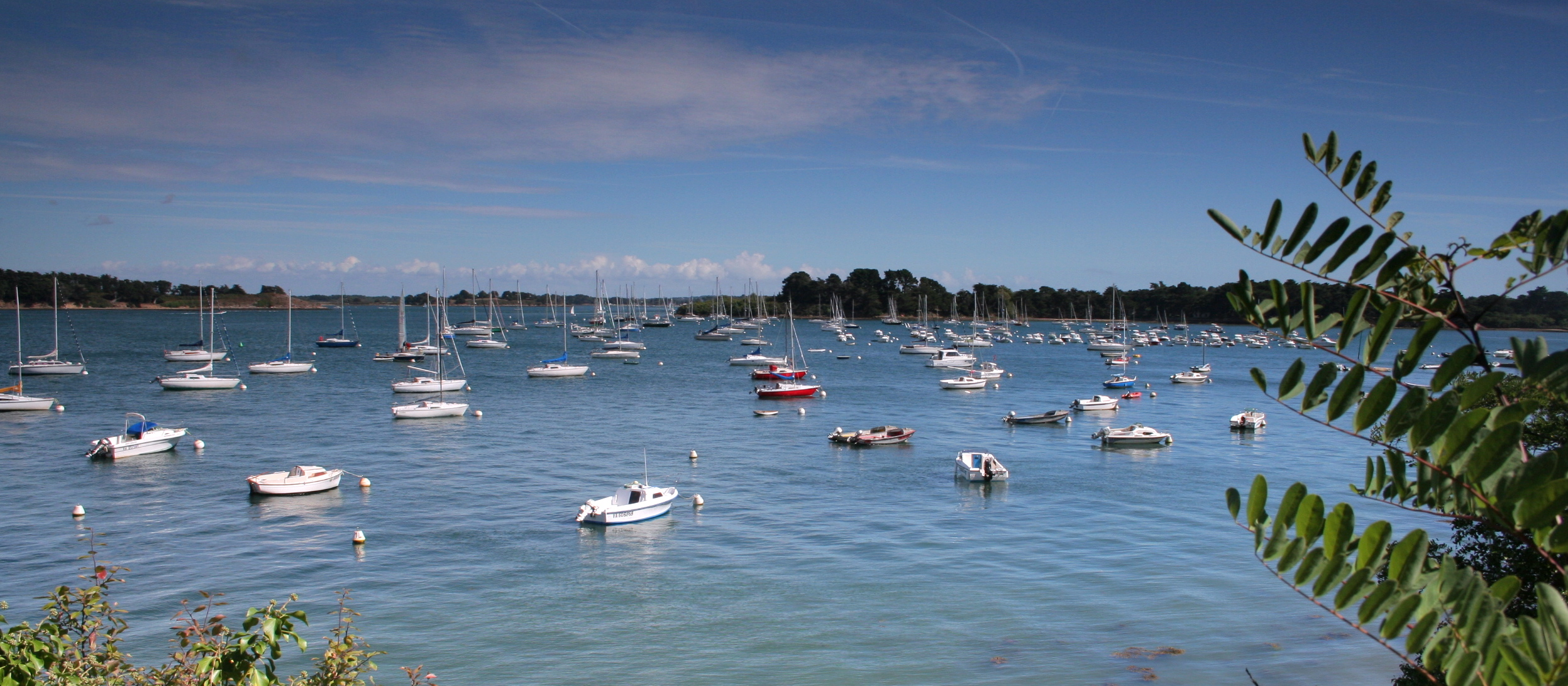
Un mouillage del golfo cerca de Arzon

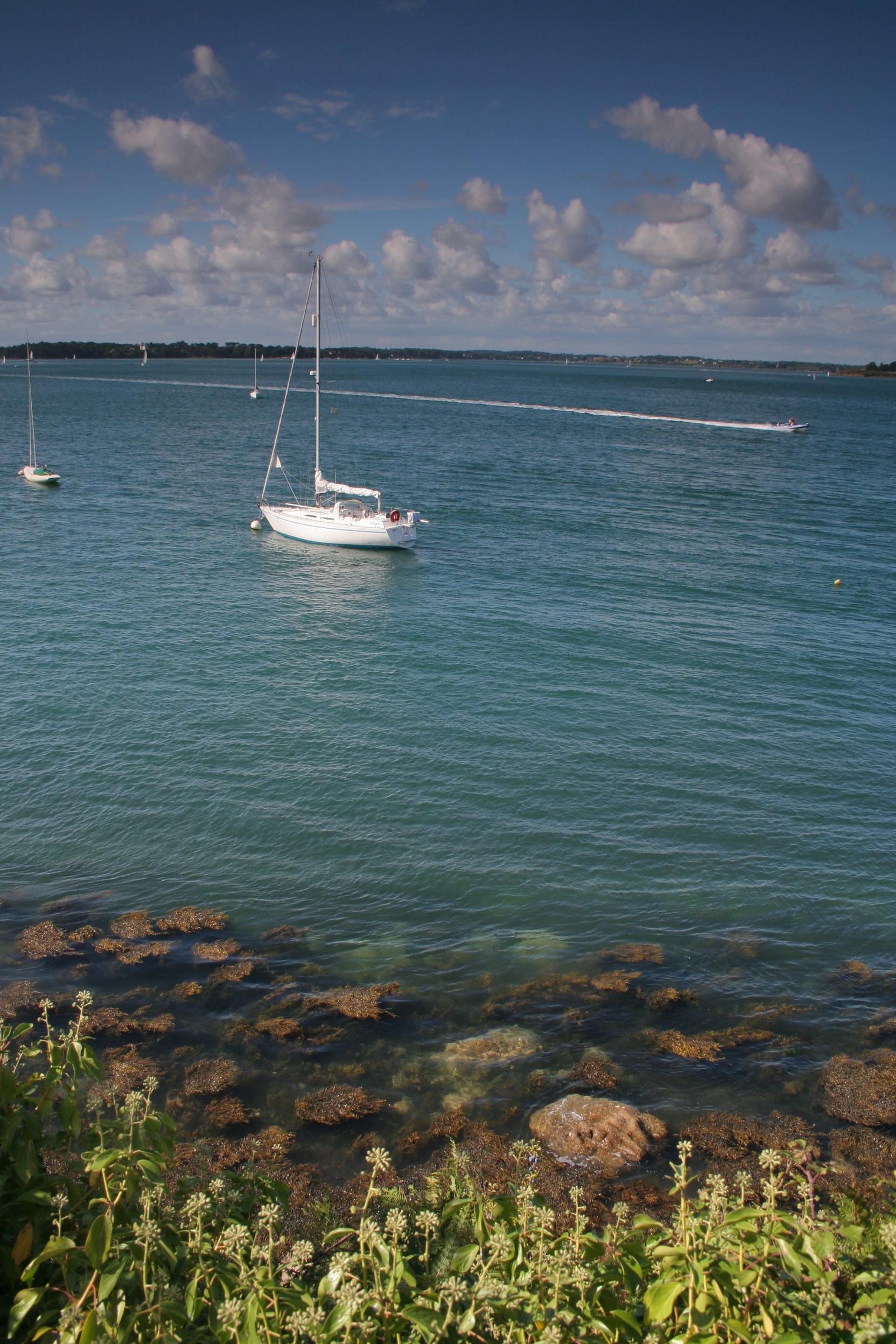
Paisaje del golfo cerca de Arzon

El turismo ha crecido sustancialmente en las últimas décadas, aportando bonanza económica y su participación en la contaminación y la alteración del medio natural. Los paisajes del golfo son atractivos, a pesar de ser un relieve bastante llano. La naturaleza omnipresente ofrece una sutil mezcla de mar, pantanos y landas. Desde senderos costeros, se pueden observar las aves migratorias y disfrutar de la variedad de perspectivas que ofrecen las islas.
Hay conexiones marítimas al servicio de los lugares más visitados, y se ofrecen paseos circulares para descubrirlos, en especial a la Île aux Moines y la Île d'Arz. Los puertos de Vannes y de Port-Navalo (comuna de Arzon) son también embarcaderos para llegar a las islas de Houat y Hoëdic en el cercano océano.
El patrimonio arquitectónico también contribuye al atractivo de esta región, con el château de Suscinio, residencia de los duques de Bretaña, la románica abadía de Saint-Gildas-de-Rhuys, Auray y el antiguo puerto de Saint Goustan, sin contar el cairn de Gavrinis y el casco antiguo de Vannes.
Las infraestructura han crecido en consecuencia y han aparecido numerosas segundas residencias en las afueras de los pueblos costeros. Los centros de vacaciones y los cámpines están situados principalmente en el flanco oceánico de la península de Rhuys, pero cerca del golfo. En Arzon, cerca del antiguo Port-Navalo, fue construido en la década de 1980, [Port du Crouesty]], una verdadera estación balneario que puede acomodar a 1.500 yates y tiene un centro de talasoterapia. La iniciativa fue polémica por su aspecto artificialidad, aunque la arquitectura tratase de integrarse en el paisaje costero. Sin embargo, se puede considerar que el turismo en el Morbihan está mucho más orientado a la naturaleza y al golfo que hacia las playas del cercano océano.

### Planificación
Un «esquema de puesta en valor de la mar» (schéma de mise en valeur de la mer, o SMVM), fue adoptado el 10 de febrero de 2006, resultado de consultas con funcionarios electos, científicos, profesionales y diversas asociaciones. Su objetivo es conservar el patrimonio notable del golfo al tiempo que garantizar la sostenibilidad de las actividades humanas.
Un proyecto de parque natural regional está en marcha. El estudio abarca 38 municipios además de una parte marítima constituida por el mismo golfo de Morbihan y una franja litoral atlántica que se extiende hasta la isóbata de 10 m. Este territorio abarca 92.000 hectáreas y tiene cerca de 144.000 habitantes (1999). La Carta establecerá, para un periodo de doce años, la asociación entre el Estado, las autoridades locales y las instituciones públicas para garantizar una gestión coherente y dinámica del territorio.